# Canilhac
Canilhac is een plaats en voormalige gemeente in het Franse departement Lozère in de regio Occitanie. De plaats maakt deel uit van het  arrondissement Mende.
Op 1 januari 2016 fuseerde Canilhac met de aangrenzende gemeente Banassac tot de huidige gemeente Banassac-Canilhac.

## Geografie
De oppervlakte van Canilhac bedraagt 7,6 km², de bevolkingsdichtheid is 16,6 inwoners per km².
De onderstaande kaart toont de ligging van Canilhac met de belangrijkste infrastructuur en aangrenzende gemeenten.

## Demografie
Onderstaande figuur toont het verloop van het inwonertal (bron: INSEE-tellingen).